# L'alba del D-Day
L'alba del D-Day (Ike: Countdown to D-Day) è un film per la televisione statunitense del 2004 originariamente trasmesso dal canale televisivo A & E , diretto da Robert Harmon e scritto da Lionel Chetwynd, con protagonista Tom Selleck. Il film è stato girato interamente in Nuova Zelanda con i ruoli di personaggi britannici interpretati dai neozelandesi mentre i ruoli americani erano interpretati dagli americani. Il film non ha sequenze d'azione, concentrandosi invece sul funzionamento interno del Quartier generale supremo della Forza di spedizione alleata che ha portato alla fortunata invasione del D-Day e sulle decisioni effettivamente prese da Eisenhower nonché sulle pressioni esercitate su di lui, incluso il suo rapporto personale con il primo ministro britannico Winston Churchill e il suo capo di stato maggiore, il tenente generale Walter Bedell Smith.

## Trama
Il generale Dwight D. Eisenhower, comandante in capo dell'esercito americano durante la Seconda guerra Mondiale, popolarmente conosciuto con il soprannome "Ike", affronta le difficili decisioni che ha preso fino ad arrivare allo Sbarco in Normandia, compresi i rapporti con le varie personalità del suo comando: il Tenente generale Omar N. Bradley, il Luogotenente George Smith Patton, il generale Bernard Montgomery dell'esercito britannico e il generale Charles de Gaulle francese.

## Inesattezze storiche
- La scena di apertura suggerisce che la Gran Bretagna e gli Stati Uniti non avevano seriamente considerato la possibilità di un comandante supremo alleato prima di pianificare l'invasione del D-Day. In effetti, nominare comandanti supremi per i vari teatri si era rivelato utile negli ultimi giorni della prima guerra mondiale con la nomina di Ferdinand Foch nel 1918. La reale ragione per cui la nomina di Eisenhower fu ritardata fu il fatto che il comandante supremo inizialmente proposto, Frank Maxwell Andrews , fu ucciso in un incidente aereo.
- La scena alla fine del film che mostra la visita al 101º truppe aviotrasportate viene presentata allo spettatore il 6 giugno 1944. Questo particolare incontro si è svolto alla vigilia del D-Day il 5 giugno 1944, prima del decollo per la Francia . La fase aerea di Overlord iniziò tardi la sera del 5 giugno e nelle prime ore del 6 giugno. Così, alla luce del giorno del 6 giugno, le truppe aviotrasportate alleate erano già a terra in Francia.
- Il film parla erroneamente di "DD" - "unità di atterraggio su unità duplex". Nessuna imbarcazione di atterraggio aveva una guida DD. Le "DD" erano in realtà dei carri armati Sherman modificati con sottoscocca e gonna impermeabili, che permettevano al serbatoio di galleggiare in acque calme e un'elica per spingere il serbatoio dal mezzo di lancio della LCT alla costa. A Omaha, la maggior parte di essi affondò in mari agitati, il che significa che le truppe sulla spiaggia non avevano supporto corazzato.

## Precisione storica
- Il film fa riferimento a un messaggio composto da Eisenhower da consegnare alla stampa nel caso in cui l'invasione fallisse. Questo messaggio fu trovato, anni dopo, in una tasca della vecchia divisa del Generale Eisenhower. In questo discorso, Eisenhower ha accettato la piena responsabilità per qualsiasi fallimento dell'assalto.
- A differenza di molti film e resoconti scritti dell'invasione della Normandia, il film fa riferimento esattamente al ruolo della Prima Armata canadese (Juno Beach) invece di limitarlo a un generico riferimento agli "inglesi". L'accuratezza si estende all'uso appropriato del Canadian Red Ensign (la bandiera in uso al momento) piuttosto che l'attuale bandiera a foglia di acero.
- Il film omette la presunta relazione sentimentale di Eisenhower con Kay Summersby, la sua autista personale, anche se ella appare brevemente in una scena con gli ufficiali generali. Viene anche citata come il suo autista quando Ike visita i paracadutisti statunitensi alla vigilia del D-Day. Kay Summersby (23 novembre 1908 - 20 gennaio 1975) ha prestato servizio come autista e successivamente come segretario personale di Eisenhower durante il suo periodo come comandante supremo della forza di spedizione nell'Europa nordoccidentale. È generalmente riconosciuto che Summersby ed Eisenhower si siano avvicinati molto durante la guerra, tanto che egli avrebbe pensato anche al divorzio dalla moglie, anche se diversi biografi del generale hanno respinto tale ipotesi. Tuttavia in un libro scritto dalla donna nel 1975, quando ormai Eisenhower era morto, Kay ammette la storia d’amore, le speranze di matrimonio, il divorzio proibito dal presidente Truman.[1]